# 松本武夫 (文学研究者)
松本 武夫（まつもと たけお、1942年8月20日 - 2005年9月26日）は、日本文学研究者。専門は日本近現代文学。
東京生まれ。攻玉社高等学校卒、1966年早稲田大学第一文学部露文科卒業。1968年立教大学大学院文学研究科日本文学専攻修士課程修了。1969年専修大学松戸高等学校教諭、1973年香蘭女学校教諭、1985年東海大学短期大学部助教授、1990年教授、1996年立正大学文学部助教授、10月教授。井伏鱒二を研究し本人とも親しかった。

## 著書
- 『武者小路実篤』清水書院・センチュリーブックス 人と作品 1969
- 『井伏鱒二』清水書院・センチュリーブックス 人と作品 1981[2]
- 『井伏鱒二 宿縁の文学』武蔵野書房 1997
- 『井伏鱒二年譜考』新典社 1999
- 『井伏鱒二 人と文学 日本の作家100人』勉誠出版 2003
- 『井伏鱒二「宿縁」への眼差』東京堂出版 2003

編纂
- 『井伏鱒二『山椒魚』作品論集 近代文学作品論集成』編 クレス出版 2001